# Meghalaya
Meghalaya és un estat de la Unió Índia. Limita al nord amb Assam i al sud amb Bangladesh. La capital és Shillong. Aquest estat formà part del d'Assam fins al 1972. Meghalaya va obtenir autonomia administrativa com a territori el 2 d'abril de 1970 i va esdevenir estat el 21 de gener de 1972.

## Districtes
- East Garo Hills
- East Khasi Hills
- Jaintia Hills
- Ri Bhoi
- South Garo Hills
- West Garo Hills
- West Khasi Hills

## Districtes autònoms
- Garo Hills Autonomous District amb seu a Tura, amb autoritat sobre certes matèries als districtes d'East Garo Hills i West Garo Hills.
- Khasi Hills Autonomous District amb seu a Shillong amb autoritat sobre certes matèries als districtes d'East Khasi Hills i West Khasi Hills.
- Jaintia Hills Autonomous District amb seu a Jowai amb autoritat sobre certes matèries al districte de Jaintia Hills.

Els consells dels districtes autònoms els formen membres electes a les circumscripcions. El cap del partit més votat és nomenat pel governador com Cap Executiu del Consell i sota la seva proposta s'escullen els membres executius del consell. El cap executiu i els executius formen el Comitè Executiu i dirigeixen la política en les matèries sobre les que tenen competència que són:
- Terres, excepte reserves forestals
- Boscos excepte reserves forestals
- Ús de la terra i l'aigua per l'agricultura
- Regulació de pràctiques agrícoles com el jhum
- Establiment de les administracions de vila o pobles incloent policia de poble i sanitat
- Nomenament dels caps i concessió de poders
- Establiment de comitès de vila o poble i concessió de poders
- Regulació de lleis d'herència i propietat
- Matrimoni
- Costums socials

## Ètnies
A l'estat viuen els khasis, els jaintia (en conjunt hynniewtrep) i els garo. Els garos viuen a la part occidental, el khasis a la central i els jainties a l'oriental.
El grup dels khasis, els jaintia, els pnars, els bhoi i els war, són coneguts en conjunt com hynniewtrep o ri hynniewtrep, i habiten el centre i est de l'estat. Formen part dels primers habitants del subcontinent i la seva cultura és megalítica, formant part de l'ètnia proto australoide Mon-Khmer.
Els garo estan emparentats als bodo i són d'ètnia tibetano-birmana, essent originaris de Tíbet. Els garos s'anomenen a si mateixos achik i a la seva terra Achikland.
Els tres grups han estat dirigits tradicionalment per caps de clan (amb assistencia de consells de cada llogaret) anomenats Doloi entre els jaintia, Syiem, Lyngdoh o Wahadadars entre els khasi, i Nokmas entre els garos. Alguns dels Doloi arriben a la categoria de rajah amb estructura d'un petit regne, el que no passa amb els altres sistemes de poder.
Els consells dels llogarets són anomenats Durbar. Els khasis tenen uns 50 Syiems, que al seu torn disposen de Myntries (ministres) que són membres del Dunbar o Consell. El successor del Syiem és el mes ancià, però es pot establir un col·legi electoral amb predomini de l'opinió dels consellers de més edat en cas de desacord. Els nokmas disposen de la col·laboració en el govern dels laskars (ajudants), nomenats per ells mateixos, essent molt important l'opinió de l'esposa (machong).

## Moviments d'Alliberament
- Consell d'Alliberament Nacional Hynniewtrep (Hynniewtrep National Liberation Council, HNLC), dels Hynniewtrep (khasi, jaintia i altres)
- Exèrcit d'Alliberament Achik Matgrik (Achik Matgrik Liberation Army, AMLA), dels garo
- Front Popular d'Alliberament de Meghalaya (People’s Liberation Front of Meghalaya, PLFM) dels garo
- Consell de Voluntaris Nacionals Achik (Achik National Volunteer Council, ANVC), dels garos o achik
- Exèrcit Unit d'Alliberament Hajong (Hajong United Liberation Army, HULA), dels hajong, propers dels garo.